# Dolmuş

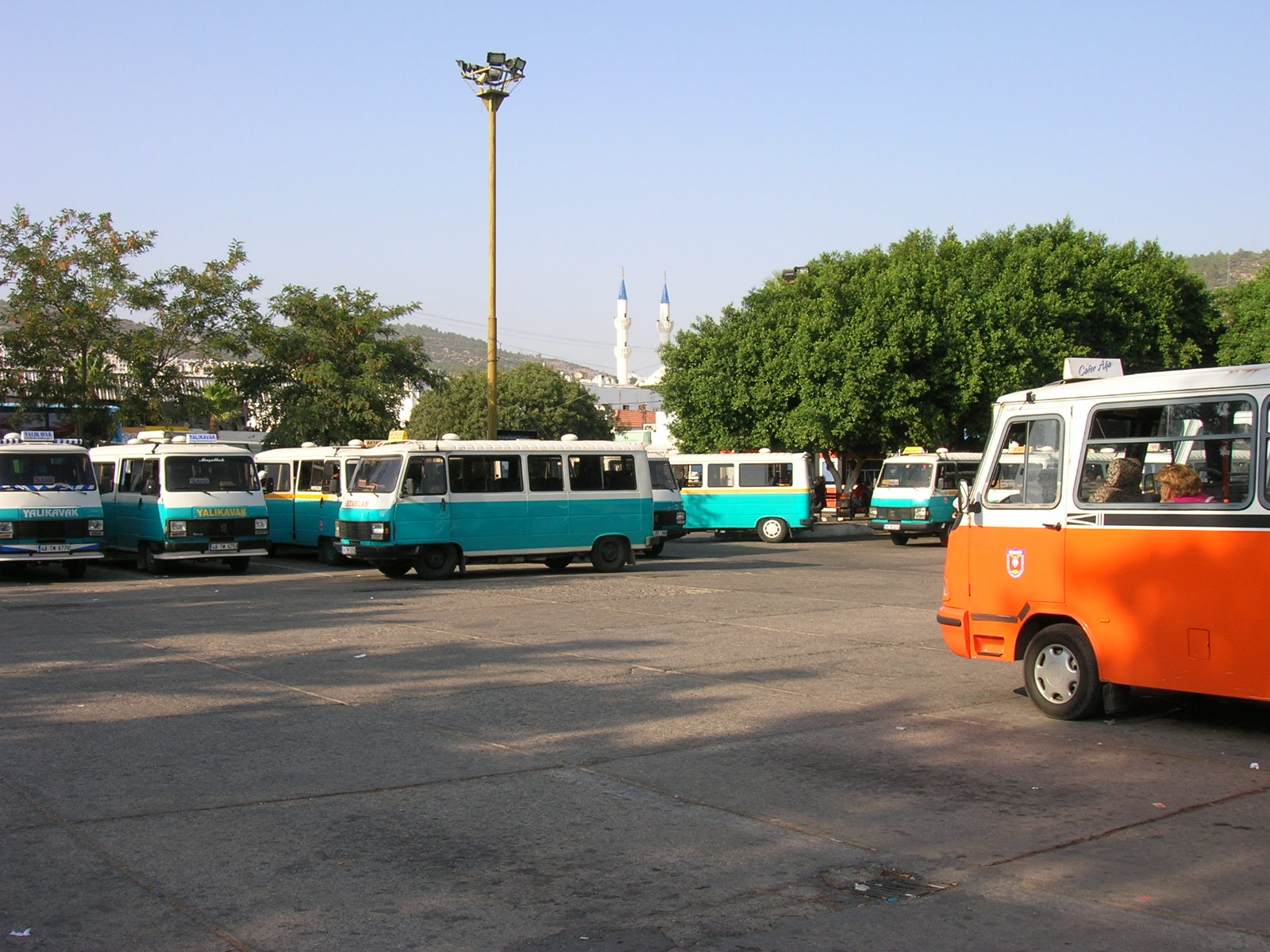
Dolmuş-busjes in het "busstation" van Bodrum in het zuidwesten van Turkije

Dolmuş (Turks voor 'vol(gepakte bus)') is een belangrijke vorm van openbaar vervoer in de steden in Turkije. Het systeem bestaat uit kleine busjes die een vaste route rijden. Langs de route kan iedereen instappen door de hand op te steken. Er hoeft niet lang gewacht te worden en de tarieven zijn laag. De Nederlandse betekenis van het woord 'Dolmuş' geeft aan dat er meestal meer reizigers in het busje zitten dan wettelijk is toegestaan.
Kenmerkend voor deze vorm van vervoer is ook de betaalwijze: wie instapt, geeft het verschuldigde bedrag naar voren door en noemt zijn bestemming. Via een menselijke keten wordt geld en bestemming doorgegeven aan de chauffeur. Wisselgeld wordt op dezelfde manier ook weer naar achteren doorgegeven.
Het komt meer en meer voor, dat de bussen alleen nog stoppen bij vaste haltes. Zo wordt er in de regio van Bodrum niet meer overal gestopt en alleen bij haltes met het bord D.
Ook is het heel gebruikelijk om pas te betalen bij het uitstappen.
In Amsterdam reed tussen 2001 en 2010 een vergelijkbare vorm van openbaar vervoer onder de naam "De Opstapper" rond de Prinsengracht.